# Josef Konrad Scheuber
Josef Konrad Scheuber (* 29. September 1905 in Ennetbürgen; † 28. Januar 1990 in Attinghausen) war ein Schweizer römisch-katholischer Geistlicher und Jugend- und Volksschriftsteller.

## Leben
Josef Konrad Scheuber wurde als Sohn des Schuhmachers Konrad Scheuber und dessen Ehefrau Marie, geb. Odermatt († 26. Juni 1919), geboren und hatte sieben Geschwister. Nach dem Tod seiner Mutter heiratete sein Vater 1921 Maria Josefa Wyrsch, gemeinsam hatten sie noch einen weiteren Sohn. Er wuchs im Gasthaus «Schlüssel» direkt am Vierwaldstättersee auf und besuchte als Externer von 1919 bis 1926 das Kollegium St. Fidelis in Stans.
Im Herbst 1926 trat er in das Priesterseminar St. Luzi in Chur beim Regens und Weihbischof Antonius Gisler ein. Am 5. Januar 1930 feierte Josef Konrad Scheuber Primiz in Ennetbürgen. Er studierte am Priesterseminar St. Luzi in Chur Philosophie und Theologie. Bischof Georg Schmid von Grüneck schickte ihn 1930 auf seinen ersten Seelsorgerposten als Vikar in Schwyz. Diese Jahre waren durch seine Jugendarbeit geprägt: ab 1931 war er Präses der katholischen Jungmannschaft; 1934 wurde er Mitbegründer des Schweizerischen Jungwachtbundes; er richtete eine Freizeitwerkstätte ein und gründete einen Knabenchor, er begründete die Waldbubenhütte Hirschgärtli, war an der Gemeinschaftsarbeit Waldbuben-Ferienlager beteiligt, organisierte den Schwyzer Krippenbau und war an der von Eugen Vogt organisierten Sternfahrt ZUJUTA der Jungmännerbünde und Jungmannschaften zur Zuger Jugendtagung am 20. August 1933 beteiligt.
Am 1. August 1937 übernahm er am St.-Karli-Quai 12 in Luzern eine neue Aufgabe: Jugendseelsorge am Generalsekretariat des Schweizerischen Katholischen Jungmannschaftsverbandes (SKJV) als Mitarbeiter von Josef Meier (1904–1960), war Redakteur, Kursleiter und Wanderprediger in der deutschen Schweiz. Josef Konrad Scheuber war der Begründer der Theater-Abteilung und der Zeitschrift Der Filmberater; er leitete 1939 den Jungmannschaftspilgerzug nach Rom und Assisi und organisierte am 8. September 1941 zum Jubiläumsjahr 650 Jahre Eidgenossenschaft eine Rütlitagung unter dem Motto Rütli-Füür mit rund 8000 Jungmännern aus der Innerschweiz. 1940 wurde er vom Eidgenössischen Militärdepartement zum Feldpredigerhauptmann ernannt und dem Territorialregiment 73 am Gotthard zugeteilt. Er war ein Jahr im Aktivdienst und diente später in der Abteilung Heer und Haus, welcher die Geistige Landesverteidigung oblag. Für die Soldaten schrieb er ein Soldatengebetbuch, für das General Henri Guisan das Vorwort schrieb. 1964 wurde Scheuber aus der Wehrpflicht entlassen.
Er war von 1943 bis 1946 Vikar in Näfels und wurde im Hinblick auf die Heiligsprechung des Seligen vom Ranft, Niklaus von Flüe, mit dem er verwandt war, im Herbst 1946 als Wallfahrtskaplan und Mitorganisator der bevorstehenden Heiligsprechungs-Feiern zu Werner Durrer in die Bruder-Klausen-Kaplanei nach Sachseln berufen. Während seines dortigen Wirkens bis 1948 sorgte er für die Renovation der Heiligtümer in Sachseln, Flüeli und im Ranft, legte einen Waldweg zur Ranftklause an, plante und gestaltete den Festplatz mit der grossen Bruder-Klausen-Figur des Bildhauers Albert Wider (1910–1985) von Widnau und leitete, im Hinblick auf das festliche Ereignis, eine Presse- und Informationsstelle. In enger Zusammenarbeit mit seinem ehemaligen Musiklehrer Johann Baptist Hilber (1891–1973) am Kollegium St. Fidelis wurde eine Festmesse geschaffen. Er schrieb für die Feierlichkeiten in Sachseln auch eine Huldigungsandacht zum Hl. Bruder Klaus und arbeitete als Mitautor am offiziellen Gedenkbuch der Heiligsprechung von Bruder Klaus.

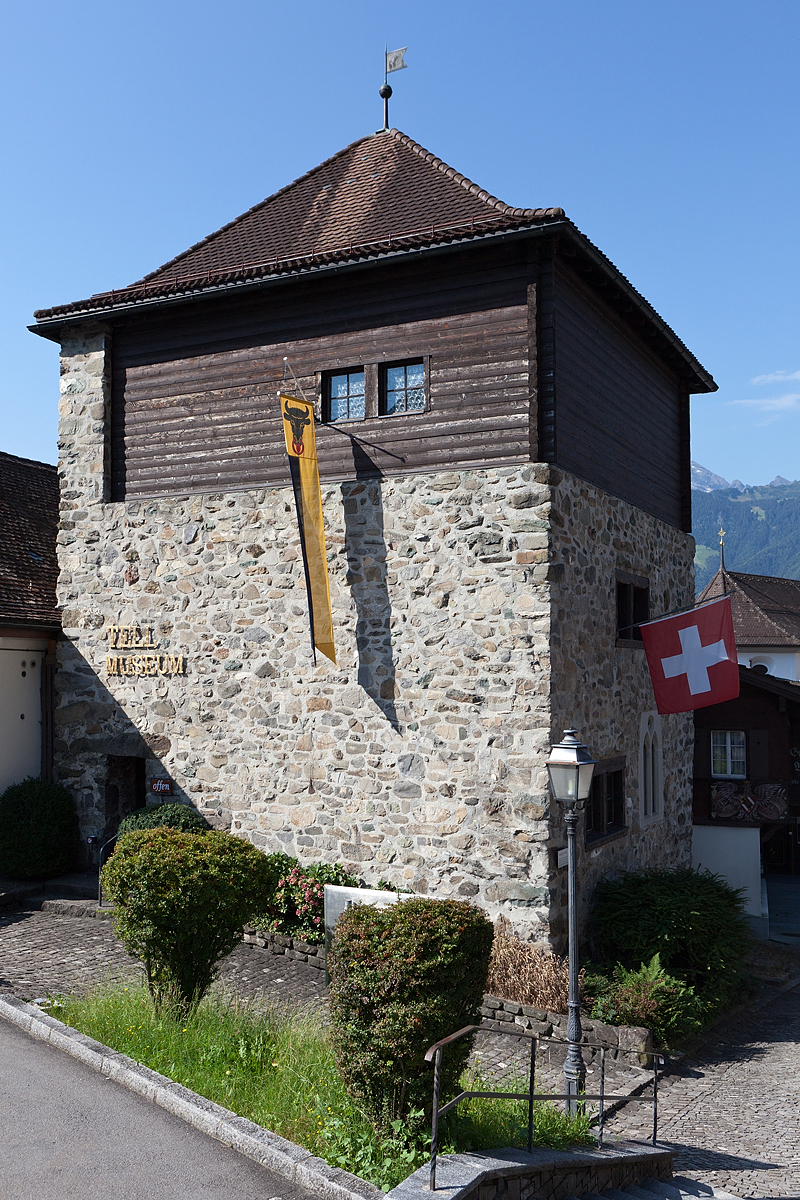
Der Wattigwilerturm beherbergt seit 1966 das Tell-Museum in Bürglen.

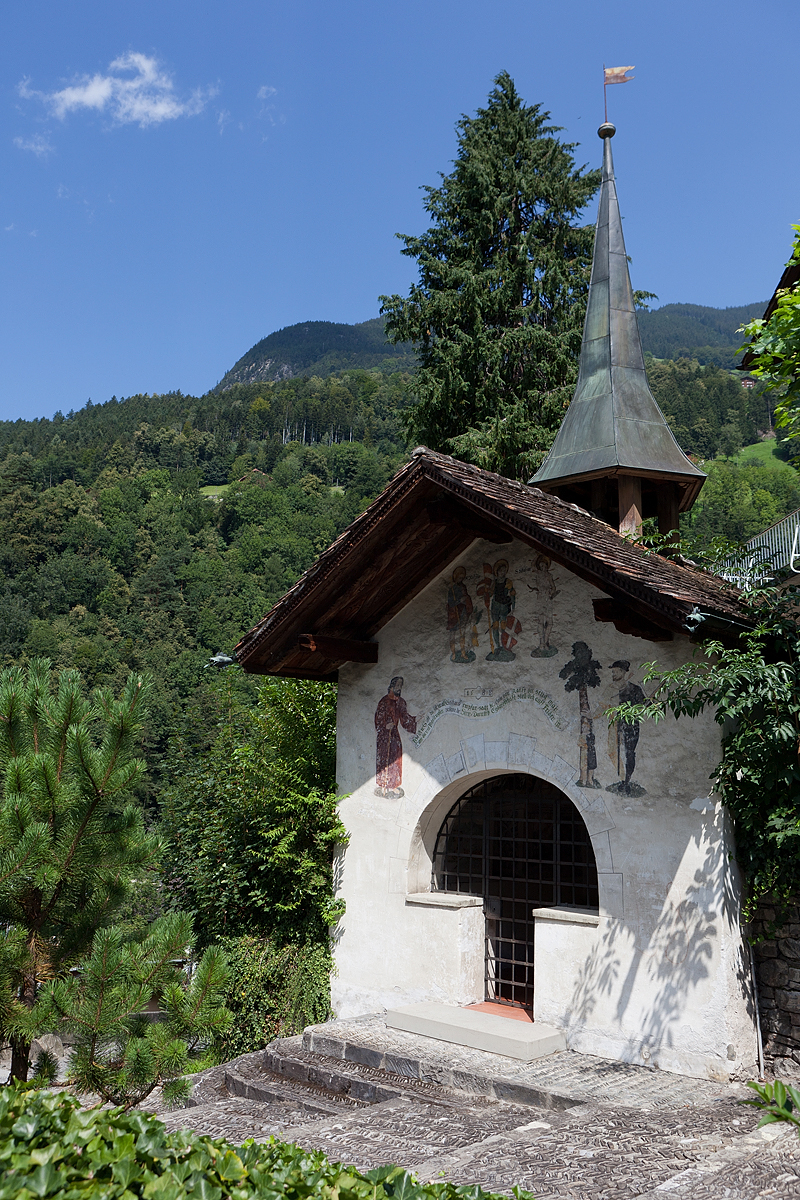
Tellskapelle in Bürglen

Von 1948 bis 1949 lebte Josef Konrad Scheuber im Pfarrhaus seines Vetters, Pfarrer Karl Scheuber, in Bürglen und errichtete in dieser Zeit den Riedertaler Kreuzweg und liess die Tellskapelle restaurieren, hierbei wurden Fresken von 1588 freigelegt. Er blieb auch später mit Bürglen verbunden, so gründete er 1956 die Tell-Museums-Gesellschaft und 1966 das Tell-Museum in Bürglen, das im Wattigwilerturm, einem einfachen Wohnturm aus dem 13. Jahrhundert, untergebracht ist, dessen erster Kurator er war.
Von 1949 bis 1990 war er Pfarrhelfer in Attinghausen. Der Pfarrhelferdienst umfasste vor allem die werktägliche Frühmesse, den Sonntagsgottesdienst mit Predigt, den Religionsunterricht bei den Erstbeicht- und Erstkommunion-Kindern und in der Oberstufe, die sonntägliche Christenlehre, Haus- und Krankenbesuche, sommerliche Stall-, Vieh- und Alpsegnungen, Leitung von Jungmannschaft und Jungwacht, zahlreiche Festpredigten und das Verfassen von Gebetbüchern. Nach seiner Resignation als Pfarrhelfer 1978 betreute er weiterhin die Altersnachmittage.
Er lebte in der Pfarrhelferei, der er den Namen Brückenhaus gab und in der heute das Kirchenarchiv und Teile des Kirchenschatzes untergebracht sind. Von hier aus entfaltete Josef Konrad Scheuber ein vielfältiges Werk. Es umfasste neben der Seelsorgetätigkeit, die Tätigkeit im Radioprogramm Uri und Innerschweiz mit Hunderten von Sendungen, das Verfassen literarischer Bücher, religiöser Lyrik und Sachbüchern (Pseudonym Pilgrim), die Organisation des Heimattheaters und der Jubiläums- und Weihespiele sowie sein Wirken im Innerschweizer Schriftstellerverein. Er gehörte zu den Gründern des 1943 ins Leben gerufenen Innerschweizer Schriftstellervereins (ISSV), den er von 1961 bis 1973 präsidierte und dessen Ehrenpräsident er 1973 wurde.
Anfang 1948 übernahm er die Leitartikel der katholischen Wochenillustrierten Der Sonntag, die er bis 1985 schrieb, davor schrieb er bereits Artikel für das Bündner Tagblatt, den Entlebucher Anzeiger und das Vaterland (heute: Luzerner Zeitung). Er wurde 1952 von der neu gegründeten Radiogesellschaft Uri (RGU) zum Präsidenten der Programmkommission gewählt und war von 1967 bis 1971 zugleich Präsident der RGU. Von 1954 bis 1971 gehörte er zudem der Programmkommission der Innerschweizer Radiogesellschaft (IRG) als Vizepräsident an. Von 1956 bis 1965 war er Stiftungsratsmitglied der Pro Helvetia. Er gründete testamentarisch eine nach ihm benannte Stiftung zur Verwaltung seines Nachlasses.

## Ehrungen
- 1963: Innerschweizer Radiopreis
- 1968: Innerschweizer Kulturpreis
- 1968: Ehrenbürger von Bürglen
- 1971: Ernennung zum Ehrenbürger des Kantons Uri
- 1973: Ehrenpräsident des Innerschweizer Schriftstellervereins ISS

## Schriften (Auswahl)
- Waldbuben. Aus dem Tagebuch einer Jungmannschaft. Zug, Rex 1933.
- Trotzli der Lausbub. Einsiedeln, Benziger 1936.
- Trotzli mit dem grünen Käppi. Einsiedeln, Benziger 1939.
- Der Einsiedler Kreuzweg. Einsiedeln, Verlag Eberle 1941.
- Nazareth. Ein Rat- und Gebetbuch für Mütter an der Wiege des Lebens: Nach einer alten Vorlage vollständig neu zusammengestellt von Josef Konrad Scheuber. Luzern, Räber 1944.
- Volk Gottes. Eine Führung durch die schönsten Seiten der Schweizergeschichte vom Pilgrim. Luzern, Rex 1945.
- Trotzli begegnet dem Bruder Klaus: Ein Heimatbuch für junge Schweizer. Einsiedeln, Benziger 1946.
- Huldigungsandacht zum Hl. Bruder Klaus. Für die Heiligsprechungsfeiern in Sachseln. Sachseln, Bruderklausenbund 1947.
- Gebet und Novene zum Heiligen Bruder Klaus. Sachseln, Bruderklausenbund 1947.
- Restaurierung der Tellskapelle in Bürglen anno 1949. Historisches Neujahrsblatt Uri 1949/50.
- Tarcisius. Erzählung für Kommunionkinder. Räber, Luzern 1957.
- Trotzli, der Lausbub. Illustrationen von Rolf Totter, Vollständig überarbeitete Neuausgabe, Benziger, Einsiedeln 1960.
- Grenzstationen des Lebens. Erlebnisse aus eines Pilgrims Wanderbuch. Rex, Luzern 1981.